# Roja como la sangre
Roja como la sangre (Red as Blood), también traducido como Rojo como la sangre es un cuento de la escritora Tanith Lee, publicado por primera vez en 1979 y en 1983 como parte de su libro Red as Blood, or Tales from the Sister Grimmer. Fue nominado al Premio Nébula y al Premio World Fantasy.
Este cuento es una relectura de la historia de Blancanieves y los siete enanitos desde una perspectiva vampírica.

## Sinopsis
El cuento comienza con el deseo de una reina de tener una hija y que se pincha deliberadamente un dedo, extendiendo unas gotas de sangre sobre la nieve para formular un hechizo. Poco después queda embarazada y tiene una hija a la que llama Blancanieves, pero la reina fallece poco después de dar a luz.
La niña crece bajo la tutela de su padre y su segunda esposa. Un día la madrastra de Blancanieves consulta su espejo mágico y le dice que puede ver a todo el mundo menos a Blancanieves.
La madrastra comienza a preocuparse porque la niña nunca ha sido bautizada, nunca va a misa ni reza y finalmente decide encargarle a un cazador que la lleve al bosque y la mate, arrancándole el corazón. Sin embargo, Blancanieves engaña al cazador tomando el aspecto de su madrastra y lo mata, bebiéndose su sangre. Poco después crea un refugio para ella en el bosque, ayudada por siete árboles achaparrados a los que da vida con sus poderes.
La madrastra de Blancanieves descubre que sigue viva en el bosque mediante su espejo mágico, que le dice que puede ver a todo el mundo menos a Blancanieves. Tras invocar al ángel Lucefiel, la madrastra cambia su aspecto por el de una anciana y va en busca de Blancanieves, con una manzana en la que ha introducido una hostia consagrada. Al principio la joven desconfía, pero finalmente acepta comerse la manzana junto a la anciana. Tras comerse la hostia la joven cae muerta. La madrastra huye del lugar y los servidores de la joven la entierran en una tumba de piedra y hielo.
Tiempo después un príncipe pasa por el lugar y despierta a la joven mediante un beso. El hielo se rompe, la hostia consagrada sale de la garganta de Blancanieves, y con forma de paloma, la joven va en busca de su madrastra que le devuelve su forma humana. El espejo mágico dice que puede ver a todo el mundo, incluida Blancanieves.